# Ford Thames 400E
Der Ford Thames 400E war ein Kleintransporter von Ford of Britain, der ab 1957 in Dagenham UK und bei Ford Dänemark in Kopenhagen produziert wurde. Insgesamt wurden bis September 1965 187.000 Einheiten gebaut. Nachfolger war der für Europa in England und in der Ford-Zentrale in Dearborn entwickelte Ford Transit II.

## Modellgeschichte
Mitte der 1950er-Jahre lag Ford of Britain deutlich hinter der Konkurrenz im kommerziellen Markt zurück. Neben dem LKW Fordson Thames ET war nur noch der zuverlässige, aber veraltete Fordson E83W von 1938 im Angebot. Die Konkurrenz hingegen bot damals bereits erfolgreich moderne Kleinlieferwagen wie den Morris J-Typ, den Bedford CA oder den Trojan-1,5-Tonnen-Van an.
Deshalb wurde ein Modernisierungsprogramm beschlossen, das 1957 zum LKW Ford Thames Trader und unterhalb dessen zum Frontlenker-Lieferwagen Thames 400E mit 0,6 bis 1,5 Tonnen Nutzlast führte. Diese Modelle basierten auf einem klassischen LKW-Leiterrahmen. Zuerst erschien ein Kastenwagen mit 600 oder 800 kg Nutzlast und ein Fahrgestell mit voller Kabine, das mit Kofferaufbau 5,1 m³ Ladevolumen ermöglichte. Später war auch ein Kofferaufbau-Modell mit bis zu 11,8 m³ Ladevolumen erhältlich. Des Weiteren gab es ein Fahrgestell nur mit Windschutzscheibe für verschiedene Aufbauten. Als Antrieb diente der 1703-cm³-OHV-Motor aus dem Ford Consul samt zugehörigem 3-Gang-Getriebe mit synchronisiertem 2. und 3. Gang, der zwischen den Vordersitzen eingebaut war. Hierbei wurde aber eine geringere Kompression (6,9:1) als beim Consul (7,8:1) gewählt, wodurch eine Leistung von 53 PS (39 kW) bei einer Drehzahl von 4400/min erreicht wurde (der Consul leistete 60 PS/44 kW). Etwas später erschien der Kleinbus, der auf den ersten Blick wie ein Kastenwagen mit Fenstern aussah, sich jedoch in der Ausführung der Seitenwände unterschied. Die Busversion hatte eine nach vorn zu öffnende seitliche Tür mit herausklappbarer Trittstufe, im Gegensatz zu der konventionellen Seitentür des Kastenwagens. Es gab die Van genannten Kleinbusse mit acht bis zwölf Sitzplätzen. Die Deluxe Estate-Van-Version hatte verchromte Stoßstangenhörner und Zierleisten, Aschenbecher, Kartentaschen, eine zweifarbige Innen- und Außengestaltung und auf Wunsch Weißwandreifen, was zu dieser Zeit nicht üblich war. Mit dem Start der Van-Version erhielt der Thames 400E auch einen 1,6-Liter-Dieselmotor mit 42 PS (31 kW) von Perkins Engines.
Von Beginn an gab es auch Linkslenker-Versionen für den europäischen Kontinent, wo aber zumeist doch auf den FK 1000 aus deutscher Produktion zurückgegriffen wurde. In dem damaligen EFTA-Land Dänemark waren jedoch die englischen Ford-Modelle beliebter. Das Kopenhagener Fordwerk entwickelte und baute sogar eine eigene Version des Thames mit verlängertem Radstand. Nicht überall war der Thames 400E als solcher bekannt, sondern trug z. B. in Finnland oder Australien den Namen Thames Express Bus oder Thames Freighter.
Ab 1961 gab es eine Pritsche mit Seitenklappen aus Holz oder Stahl.
Im Januar 1963 folgte eine verbesserte Version des 1703-cm³-Benzinmotors mit 55 PS (41 kW) und niedriger Kompression für Normalbenzin sowie mit höherer Kompression und 58 PS (43 kW) für Superbenzin. Gleichzeitig war ein synchronisiertes Viergangschaltgetriebe serienmäßig und wahlweise konnte eine Hinterachs-Differentialsperre bestellt werden.
Nachdem im März 1965 europaweit die Ford-D-Serie eingeführt worden war, erhielten alle Nutzfahrzeug-Modelle den Ford-Namen und der 400E erschien mit einem Ford-Markenzeichen statt des Thames-Schriftzugs auf der Vorderseite. Im September 1965 endete die Produktion des 400E. An seine Stelle trat der Ford Transit, der seit 1963 unter dem Codenamen „Redcap“ entwickelt worden war.

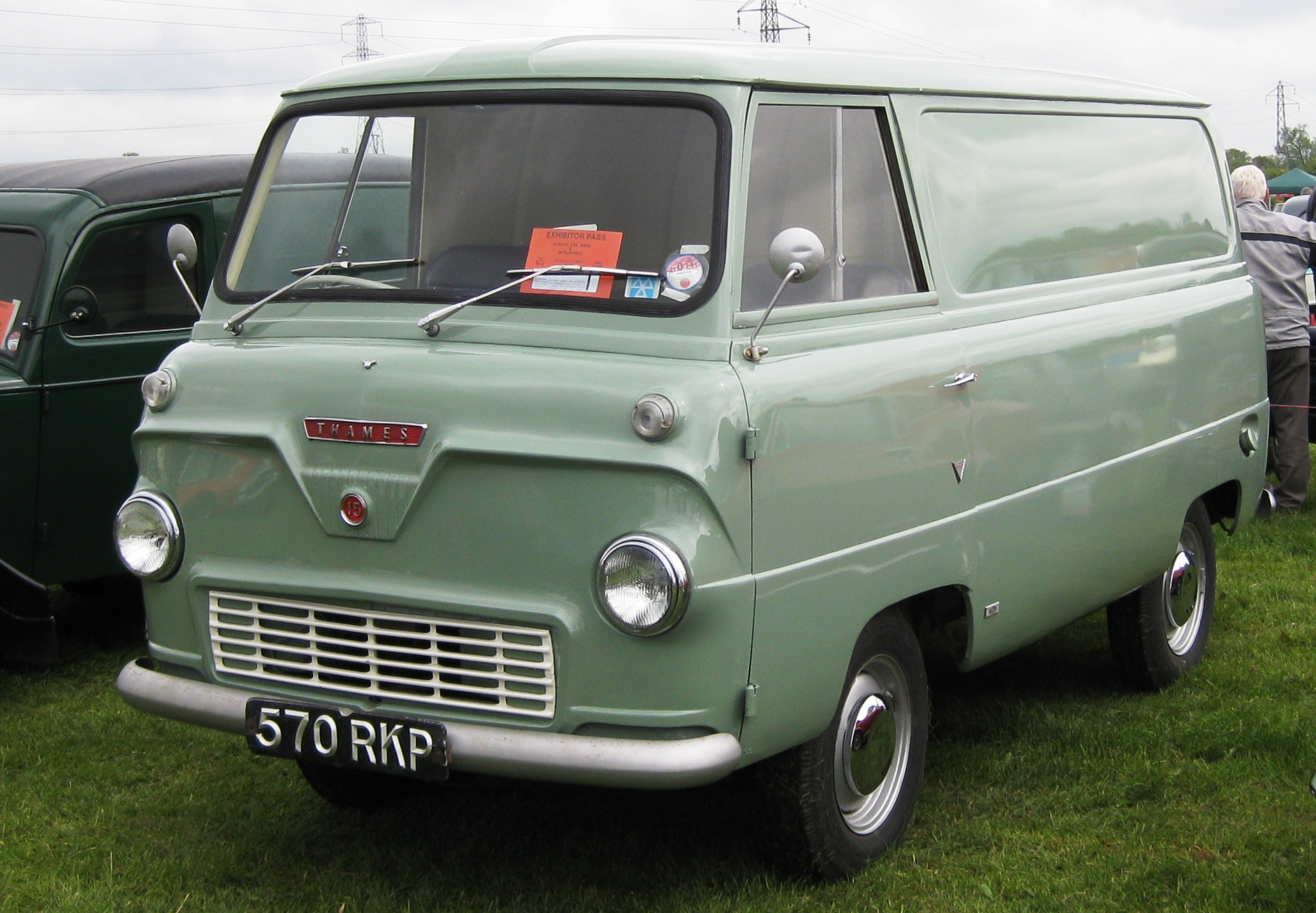
400E Kastenwagen
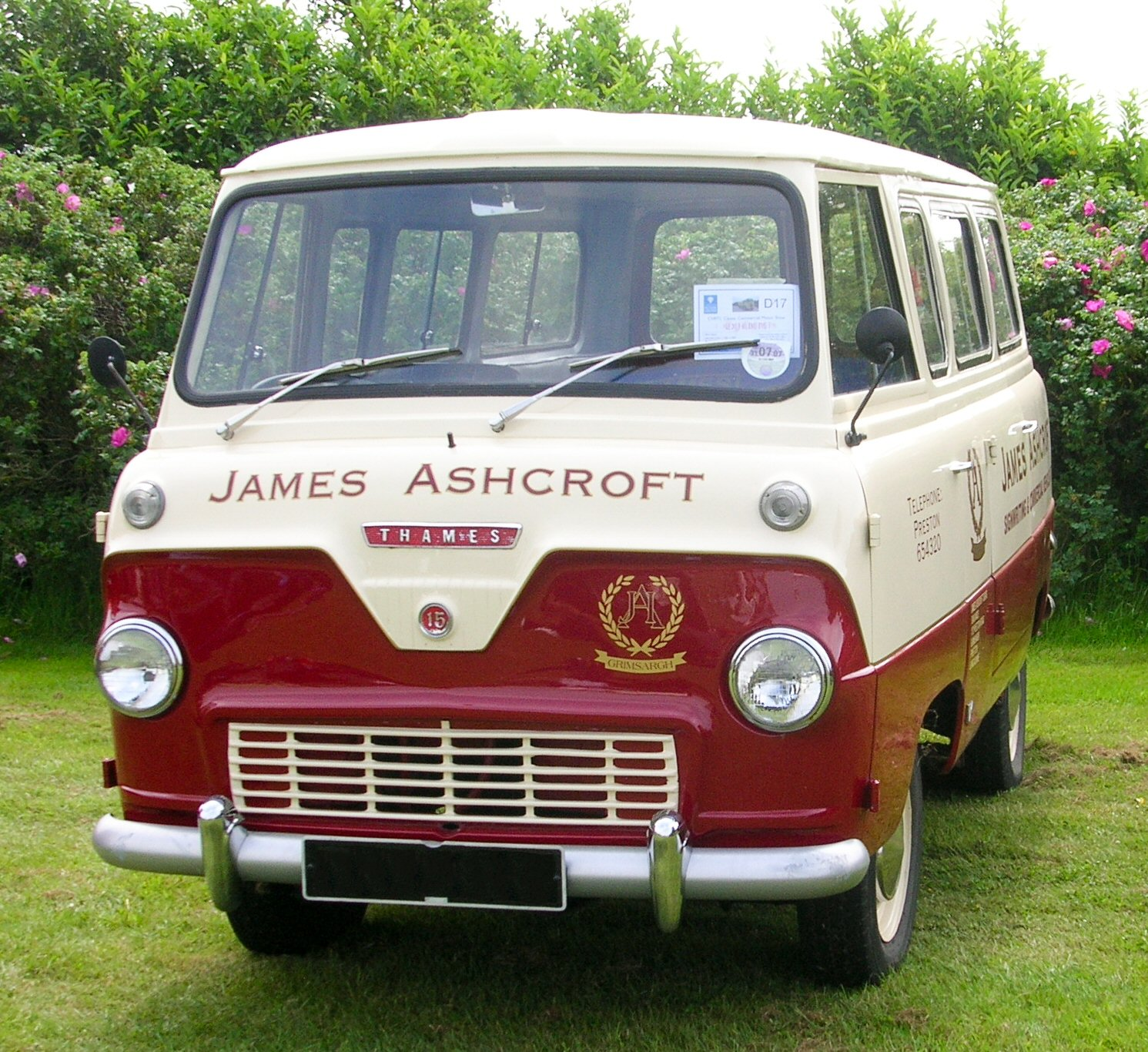
400E als Kleinbus
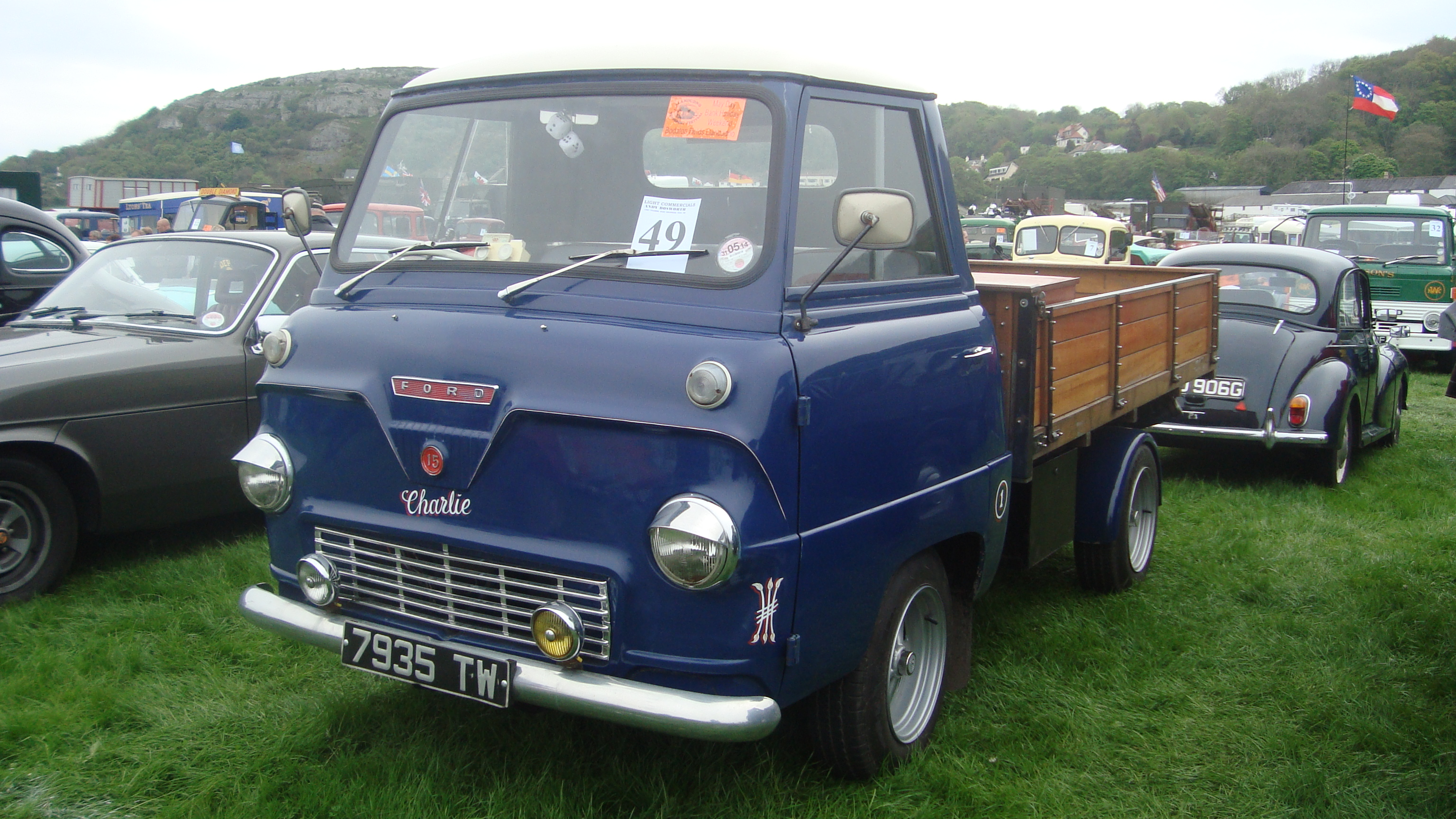
400E Pritsche mit Holzwänden